# Convair XC-99
O Convair XC-99 foi um protótipo de transporte de carga pesado construído pela Convair e usado pela Força Aérea Americana.
O primeiro voo ocorreu em 23 de novembro de 1947, em San Diego, Califórnia, e foi entregue a USAF em 23 de novembro de 1949.
Desenvolvido com capacidade de carga de 100 toneladas ou de 400 para-quedistas equipados nos decks duplos. Em julho de 1950 o XC-99 voo na sua primeira missão, "Operação Elefante".
|  |